# غونزالو كارنيرو
غونزالو كارنيرو (بالإسبانية: Gonzalo Carneiro) هو لاعب كرة قدم أوروغواياني في مركز الهجوم، ولد في 12 سبتمبر 1995 في مونتيفيديو في الأوروغواي. لعب مع ديفينسور سبورتينغ.

## وصلات خارجية
- غونزالو كارنيرو على موقع قاعدة بيانات كرة القدم.إي يو (الإنجليزية)
- غونزالو كارنيرو على موقع Soccerway.com (الإنجليزية)